# منتخب الإكوادور لكرة قدم الصالات
منتخب الإكوادور لكرة قدم الصالات (بالإسبانية: Selección de fútbol sala de Ecuador) هو ممثل الإكوادور الرسمي في المنافسات الدولية في كرة الصالات .